# Можжевельник
Можжеве́льник (лат. Juníperus) — род вечнозелёных хвойных кустарников и деревьев семейства Кипарисовые (Cupressaceae).
Можжевельник обыкновенный известен также под названием ве́рес. Тюркское название различных видов крупных древовидных можжевельников, перешедшее в научную литературу, — арча́.

## Этимология названия
Согласно наиболее распространённой этимологии, можжевельник восходит к праславянскому *moždževelь, которое, в свою очередь, восходит к праиндоевропейскому корню *mezg- «плести, вязать». В других славянских языках название можжевельника восходит к праславянскому *(j)alovьсь (ср. укр. яліве́ць, бел. ядловец, чеш. jalovec, пол. jałowiec, в.-луж. jałorc), родственному, по одной версии, слову я́ловый «бесплодный», а по другой, др.-греч. ἐλάτη «ель» и арм. ełevin «кедр».
Имеет место такое объяснение названия — региональные варианты: межевёльник, межжевельник, межжевёлки — сводятся по сути к составному межже-ельник — то есть между-ельник, отражающему биологическую нишу наиболее распространённого можжевельника обыкновенного, повсеместно произростающего в нижнем ярусе сосновых лесов, то есть куст растущий между «ельника».
Латинское название (лат. juniperus), по одной из версий, происходит от *joini-parus «дающий ветви, пригодные для плетения», либо комбинацию слова junio, что означает «молодой», и parere, «производить»: производящий молодость, или вечнозелёный. По другим данным — от кельтского слова Jeneprus — колючий, из-за колючих листьев некоторых видов. В Логойском районе называют также «подъялинец».

## Распространение и экология
Представители рода распространены в Северном полушарии от Арктики до субтропических горных районов, за исключением можжевельника восточно-африканского (Juniperus procera), распространённого в Африке до 18° южной широты. Большинство видов имеет небольшие ареалы, приуроченные к определённым горным странам или горным системам, и замещаются за пределами их другими, хотя и близкими, но хорошо различимыми видами. Только немногие, как, например, можжевельник обыкновенный (Juniperus communis), имеют весьма обширные ареалы.
Древовидные можжевельники, достигающие крупных размеров (до 10—15 м высотой), образуют светлые леса, являющиеся характерным типом растительности в Средиземноморье, Передней и Центральной Азии и в засушливых областях Мексики и юга Северной Америки, однако эти леса обычно не занимают больших площадей. Другие виды можжевельников являются более мелкими деревьями или высокими кустарниками, растущими в третьем ярусе и в подлеске светлых лиственных и хвойных лесов, а после их уничтожения иногда образуют чистые заросли. Низкорослые, стелющиеся виды являются характерными обитателями каменистых склонов и скал, главным образом у верхней границы леса.
Многие можжевельники светолюбивы, большинство отличается засухоустойчивостью и нетребовательностью к почвенным условиям, хотя лучше развиваются на лёгких и питательных почвах. Холодоустойчивость видов весьма различна, и наряду с видами вполне устойчивыми даже в арктической зоне, среди можжевельника есть виды, которые могут расти только в субтропическом климате.
Размножаются можжевельники:
- семенами, при этом всходы появляются обычно только через год после посева;
- черенками, которые заготавливают в начале осени;
- отводками — в основном стелющиеся виды;
- прививками — особо редкие, ценные виды и формы прививают на экземпляры того же или близких видов.

Живёт долго, до 600 лет. Возобновляется в природе плохо.

### Сведения по палеогеографии
Ископаемых остатков на территории России и сопредельных стран обнаружено сравнительно мало:
- Можжевельник обыкновенный обнаружен в третичных отложениях в районе Чингистая;
- Можжевельник казацкий (Juniperus sabina) — в четвертичных отложениях в районе реки Арчеды;
- остатки неустановленного вида обнаружены в районе озера Балхаш.

## Ботаническое описание
Почки голые, без чешуи, иногда окружённые прижатыми и укороченными листьями (можжевельник обыкновенный), и только у можжевельника косточкового (Juniperus drupacea) с многочисленными плотными чешуйками. Листья в мутовках по три, игловидные и чешуевидные, отстоящие, линейно-ланцетные, с низбегающим основанием, сверху с устьичной полоской, нераздельной или разделённой срединной продольной жилкой, или же листья у молодых растений хвоевидные, а у взрослых растений — мелкие, чешуевидные, прижатые к побегам, попарно супротивные или реже в трёхчленных мутовках.
Мужские колоски одиночные или по нескольку, в пазухах листьев на прошлогодних побегах или конечные на боковых побегах; состоят из попарно супротивных или расположенных в мутовках по три чешуевидных тычинок, каждая с продольно отрывающимися тремя — шестью пыльниками. Женские колоски на пазушных укороченных веточках или конечные, могут быть следующих форм:
- состоят из одной мутовки чешуевидных плодолистиков и расположенных супротивно или чередующихся с ними трёх прямых семяпочек;
- колосок состоит из одной — трёх пар или трёхчленных мутовок плодолистиков, каждый из которых с одной — двумя семяпочками;
- у некоторых видов семяпочка одна конечная, окружённая бесплодными чешуевидными плодолистиками.

Ягодовидная «шишка» (так называемая шишкоягода) нераскрывающаяся, с плотно сомкнутыми мясистыми чешуями, шаровидная или несколько удлинённая с одним — десятью семенами, раздельными или, у можжевельника косточкового, сросшимися. Созревает шишка на второй год.
|                                                                                      |  |
| Ветка с хвоей можжевельника обыкновенного (слева) и можжевельника западного (справа) |  |

## Значение и применение
Там, где посажен можжевельник, воздух намного чище, за сутки один гектар можжевельника испаряет почти 30 кг фитонцидов (этого достаточно, чтобы очистить атмосферу крупного города от болезнетворных организмов).
Шишкоягоды издавна применяются в медицинской практике. Препараты, приготовленные из них, назначаются при заболеваниях почек и мочевого пузыря как противовоспалительное средство; отмечается высокий эффект от наружного применения отвара можжевельника при лечении дерматитов и различных форм экзем; масло, приготовленное из можжевельника, используется при ревматизме, полиартрите, невралгии и радикулите. Корни можжевельника используются для лечения туберкулёза лёгких, бронхита, заболеваний кожи. Отвар веток рекомендуется при аллергии.
Из древесины и хвои можжевельника мексиканского (Juniperus ashei) и можжевельника виргинского (Juniperus virginiana) извлекают можжевёловое масло.
Можжевельник в качестве пряности используют в кулинарии. Молотые ягоды используются при приготовлении блюд из дичи или из мяса и птицы для придания им специфического вкуса дичи, добавляются к соусам, бульонам, квашеной капусте, картофелю, паштетам, фаршам, в маринады для мяса, в ликёры. Можжевельник часто используется в скандинавской, северо-французской и немецкой кухне, можжевельник также используется в качестве ароматизатора для джина. Из сока подмороженных ягод методом выпаривания на водяной бане получается сироп. Ветки с хвоей используют для копчения мясных и рыбных продуктов.
Древесину можжевельника применяют для изготовления карандашей и тростей.
В сельской местности побеги используют как своеобразную добавку к банным веникам и для «запаривания» (обеззараживания) кадушек и других деревянных ёмкостей для хранения фруктов, овощей и грибов.
Древовидные и высокие кустарниковые можжевельники используются в парковых насаждениях для создания небольших групп и особенно в одиночных посадках (солитерах). Низкорослые, стелющиеся можжевельники применяются для покрытия и закрепления откосов и склонов, а также для скалистых и каменистых садов. Некоторые виды можжевельника могут быть применимы для живых изгородей, для защитных посадок и лесопарковых насаждений. Существует большое число видов и садовых форм, различающихся как по форме роста, так и по окраске хвои.

## Классификация

### Виды
По информации базы данных The Plant List (2013), род включает 75 видов:
Виды, произрастающие на территории России и сопредельных стран, отмечены звёздочкой.
- Juniperus × ambigens (Fassett) R.P. Adams
- Juniperus angosturana R.P. Adams
- Juniperus arizonica (Fassett) R.P. Adams
- Juniperus ashei J. Buchholz — Можжевельник мексиканский
- Juniperus barbadensis L. — Можжевельник барбадосский
- Juniperus bermudiana L. — Можжевельник бермудский
- Juniperus blancoi Martinez — Можжевельник Бланко
- Juniperus brevifolia — Можжевельник азорский
- Juniperus californica Carriere — Можжевельник калифорнийский
- Juniperus cedrus Webb & Berthel. — Можжевельник древесный, или Можжевельник кедровый
- Juniperus chinensis L. — Можжевельник китайский
- Juniperus coahuilensis (Martinez) Gaussen ex R.P. Adams
- Juniperus comitana Martinez
- Juniperus communis L. typus[16]* — Можжевельник обыкновенный
- Juniperus compacta (Martínez) R.P. Adams
- Juniperus convallium Rehder & E.H. Wilson
- Juniperus coxii A.B. Jacks.
- Juniperus deltoides R.P. Adams
- Juniperus deppeana Steud. — Можжевельник толстокорый
- Juniperus drupacea Labill. — Можжевельник косточковый
- Juniperus durangensis Martinez
- Juniperus erectopatens (W.C. Cheng & L.K. Fu) R.P. Adams
- Juniperus excelsa M. Bieb. * — Можжевельник высокий
- Juniperus × fassettii B. Boivin
- Juniperus flaccida Schltdl.
- Juniperus foetidissima Willd. * — Можжевельник вонючий
- Juniperus formosana Hayata — Можжевельник формозский
- Juniperus gracilior Pilg.
- Juniperus grandis R.P. Adams — Можжевельник крупный
- Juniperus × herragudensis J.M. Aparicio & Uribe-Ech.
- Juniperus horizontalis Moench — Можжевельник распростёртый, или Можжевельник горизонтальный
- Juniperus indica Bertol. — Можжевельник индийский
- Juniperus jaliscana Martinez
- Juniperus jarkendensis Kom.
- Juniperus komarovii Florin — Можжевельник Комарова
- Juniperus macrocarpa Sm. — Можжевельник крупноплодный
- Juniperus maritima R.P. Adams — Можжевельник приморский
- Juniperus martinezii Perez de la Rosa — Можжевельник Мартинеса
- Juniperus × media V.D. Dmitriev
- Juniperus microsperma (W.C. Cheng & L.K. Fu) R.P. Adams
- Juniperus monosperma (Engelm.) Sarg. — Можжевельник односемянный
- Juniperus monticola Martinez — Можжевельник нагорный
- Juniperus morrisonicola Hayata
- Juniperus mucronata R.P. Adams
- Juniperus navicularis Gand.
- Juniperus occidentalis Hook. — Можжевельник западный
- Juniperus osteosperma (Torr.) Little — Можжевельник жёсткосемянный
- Juniperus oxycedrus L. * — Можжевельник колючий, или Можжевельник красный
- Juniperus × palanciana J.M. Aparicio & Uribe-Ech.
- Juniperus × pfitzeriana (Späth) P.A. Schmidt
- Juniperus phoenicea L. — Можжевельник красноплодный
- Juniperus pinchotii Sudw. — Можжевельник Пинчота
- Juniperus pingii W.C. Cheng
- Juniperus poblana (Martinez) R.P. Adams
- Juniperus polycarpos K. Koch * — Можжевельник многоплодный
- Juniperus procera Hochst. ex Endl. — Можжевельник восточно-африканский
- Juniperus procumbens — Можжевельник лежачий
- Juniperus przewalskii Kom. — Можжевельник Пржевальского
- Juniperus pseudosabina Fisch. & C.A. Mey. * — Можжевельник ложноказацкий
- Juniperus recurva Buch.-Ham. ex D. Don — Можжевельник отогнутый, или Можжевельник повислый
- Juniperus rigida Siebold & Zucc. * — Можжевельник твёрдый, или Можжевельник жёсткий
  - Juniperus rigida var. conferta (Parl.) Patschke — Можжевельник прибрежный
- Juniperus sabina L. * — Можжевельник казацкий
- Juniperus saltillensis M.T. Hall — Можжевельник Салтилло
- Juniperus saltuaria Rehder & E.H. Wilson
- Juniperus saxicola Britton & P. Wilson
- Juniperus scopulorum Sarg. — Можжевельник скальный
- Juniperus semiglobosa Regel * — Можжевельник полушаровидный
- Juniperus squamata Buch.-Ham. ex D. Don — Можжевельник чешуйчатый
- Juniperus standleyi Steyerm. — Можжевельник Стенли
- Juniperus taxifolia Hook. & Arn. — Можжевельник тиссолистный
- Juniperus thurifera L. — Можжевельник ладанный
- Juniperus tibetica Kom. — Можжевельник тибетский
- Juniperus tsukusiensis Masam.
- Juniperus virginiana L. * — Можжевельник вирджинский
- Juniperus zanonii R.P. Adams

|                                                                                        |  |  |
| Слева направо: Можжевельник скальный. Можжевельник бермудский. Можжевельник виргинский |  |  |

### Таксономия
Род Можжевельник входит в семейство Кипарисовые (Cupressaceae) порядка Сосновые (Pinales).
|  |                    |  |                                          |                                          |                       |  | ещё 6 семейств |              |                  |        |
|  |                    |  |                                          |                                          |                       |  |                |              |                  | 71 вид |
|  |                    |  |                                          | порядок Сосновые                         |                       |  |                |              | род Можжевельник |        |
|  |                    |  |                                          | порядок Сосновые                         |                       |  |                |              | род Можжевельник |        |
|  | отдел Голосеменные |  |                                          |                                          | семейство Кипарисовые |  |                |              |                  |        |
|  | отдел Голосеменные |  |                                          |                                          |                       |  |                |              |                  |        |
|  |                    |  | ещё 13—14 порядков голосеменных растений | ещё 13—14 порядков голосеменных растений |                       |  |                | ещё 10 родов | ещё 10 родов     |        |
|  |                    |  |                                          | ещё 13—14 порядков голосеменных растений |                       |  |                |              | ещё 10 родов     |        |